# Angelo Paccagnini
Angelo Paccagnini (né le 17 octobre 1930 à Castano Primo et mort le 2 juillet 1999 à Milan) est un compositeur et un pédagogue italien.

## Biographie
Angelo Paccagnini a fait ses études musicales au Conservatoire Giuseppe Verdi de Milan, obtenant ses diplômes pour la clarinette (1953), la musique chorale et la direction de chœur (1954), la composition et l'instrumentation (1955).
Il a été l'élève de Bruno Bettinelli (1953) et a travaillé, à partir de 1958, avec Bruno Maderna et Luciano Berio dans le Studio di Fonologia Musicale de la RAI de Milan, dont il est devenu ensuite le directeur (de 1969 à 1971).
L'expérience acquise au Studio di Fonologia Musicale lui a permis de créer une des premières chaires de musique électronique italienne, au Conservatoire de Milan. De 1969 à 1980, à ce poste, il a enseigné la composition et la musique électronique à de nombreuses générations de jeunes élèves.
De 1980 à 1983, il a dirigé le Conservatoire de Mantoue et, de 1984 à 1989, celui de Vérone. En 1989 il est devenu responsable artistique au L.I.M. (Laboratorio di Informatica Musicale du Département des Sciences de l'Information de l'Université de Milan) pour les projets musicaux et multimédias.
En 1963, avec sa compagne Carla Bianchi-Weber, il a fondé et dirigé l'ensemble Ars Antiqua, spécialisé dans l'exécution des musiques du Moyen Âge, de la Renaissance et de l'époque baroque.
Au nom de l'Accademia Filarmonica de Vérone, en 1984, il a constitué et dirigé l'orchestre de femmes Nuova Armonia.
Il a édité, avec Carla Bianchi-Weber, de nombreuses éditions et révisions de la musique des compositeurs de Moyen Âge, de la Renaissance et de l'époque baroque, utilisées par les collections de disques publiées par RCA Italienne, Fonit Cetra et PCC-Assise.
Il a été responsable de plusieurs émissions de musique pour la Radio et la Télévision italienne : Musica, Musica, Musiche al tempo di Dante (avec F. Ghisi), La musica moderna tra suono e rumore (avec Massimo Mila (it)).
À partir des années 1970, il a fait de nombreux séminaires et conférences dans toute l'Italie et à l'étranger.
Dès 1953, ses œuvres ont été jouées dans les grands festivals et les théâtres italiens et européens (La Scala de Milan, La Fenice de Venise, Varsovie, Paris, Ostende, Hambourg, Darmstadt, etc.).
Parmi les distinctions nationales et internationales, il a reçu le Prix Italie (it) 1964 pour l'opéra radiophonique Il dio di oro et le prix de la Tribune Internationale des Compositeurs, attribué à Paris en 1965.
Il a tenu de nombreuses conférences dans Italie et Europe sur les problèmes de la musique et d'enseignement de la musique, en particulier pour l'éducation musicale à l'école maternelle, comme en témoignent ses écrits et actes de conférence, ainsi que des livres et des essais.
Pour la télévision, il a édité la musique de la série télévisée de 1971 : I Buddenbrook (it).
Il est décédé le 2 juillet 1999 après une longue maladie.

## Œuvres
Angelo Paccagnini a composé de la musique symphonique, de la musique de chambre et de la musique électronique.

### Œuvres théâtrales
- Le sue ragioni, 1959
- Tutti la vogliono, tutti la spogliano, 1967
- Un uomo da salvare, 1969
- La misura, il mistero, 1970

### Œuvres radiophoniques
- Il dio di oro, 1964
- È l'ora, 1970